# El Boalo
El Boalo település Spanyolországban, Madrid tartományban. El Boalo Manzanares el Real, Moralzarzal, Becerril de la Sierra, Navacerrada és Colmenar Viejo községekkel határos. Lakosainak száma 8547 fő (2024).

## Népesség
A település népessége az utóbbi években az alábbiak szerint változott:
| Lakosok száma | 3447 | 4687 | 5750 | 6413 | 7037 | 6982 | 7358 | 7508 | 8216 | 8547 |
|               | 2001 | 2004 | 2007 | 2009 | 2012 | 2014 | 2017 | 2019 | 2022 | 2024 |